# Ширваншах
Ширваншах или шарваншах (на персийски: شروانشاه, на азербайджански: Şirvanşah) е титла на владетелите на Ширванската държава, съществувала в рамките на историческата област Ширван (в североизточната част на съвременен Азербайджан) и известна в историческите извори като държава на ширваншахите. Както отбелязва Клифърд Босуърт, ширваншахите са етнически араби, подложени на персизация поради обкръжаващата ги персийска културна среда. Те носят имена от героичното иранско национално минало и претендират, че произхождат от сасанида Бахрам Гури.
Основател на първата династия от ширваншахи след ислямското завоевание – тази на Мазядидите (Язидиди), е пълководецът на служба на Абасидския халифат Язид ибн Мазяд аш Шайбани, владетел на Армения, Азербайджан, Ширван и Дербент (799 – 801). Неговите потомци и наследници, възползвайки се от отслабването на централната власт, обявяват Ширван за наследствено владение, и приемат титлата ширваншах през 861 г.

## Династии
- Мазядиди – първата династия (799 – 1-вата половина на 11 век). Произлиза от арабското племе Шайбан и има за родоначалник Язид ибн Мазяд аш Шайбани.
- Кесраниди – втората династия (1027 – 1382 г.). От арабски произход – по-късно претърпяла персизация. Произлиза от ширваншаха Язид ибн Ахмад.
- Дербенди – третата династия (1382 – 1538 г.). Произлиза от ширваншаха Кей Кубада ибн Ахситан.

## Поява на титлата „ширваншах“
Титлата „ширваншах“ е носена от представителите на всички династии, управлявали в Ширван, независимо от произхода и родовите им имена. Последните три династии (Мазядиди, Кесраниди и Дербенди) са свързани по мъжка линия.
Появата на сасанидски титли сред закавказките владетели е отнесена от Ибн Хордадбех към епохата на Ардашир, а титлата „царе на планините“ (мулук ал джабал), срещана сред отделни владетели в Северен Кавказ – към тази на Хозров I Ануширван. Първият предислямски ширваншах, чието име е записано в изворите, е владетелят на Дербенд, Шахрияр, приел исляма през 642 г. След арабските завоевания титлата ширваншах не само оцелява, но и участва в имената на много мюсюлмански княжества в пограничната област на Халифата.
Историкът от 9 век, Ибн Хордадбех съобщава, че сасанидският шахиншах Ардашир Папакан (224 – 240) дава на владетеля на Закавказието титлата шах. Той дарява титлата шах на такива владетели като Азербазкан-шах, Барашкан-шах (Баласакан), Алан-шах, Армин-шах, Филан-Шах. В този списък се споменават също Ширианшах или Ширан-шах.
Хамза ал-Исфахани директно свързва произхода на топонима Ширван от титлата „ширваншах“ (на персийски: شروانشاه), означаваща „лъвски шах“, или „шах на лъвовете“.

## Култура
Ширваншахите покровителстват културата и поезията. При тяхното управление живее и работи класика на персийската литература Низами Ганджеви. В Баку е запазен Двореца на ширваншахите от 15 век. Секат се монети.